# Sergio Basáñez
Sergio Manuel Basáñez Rodríguez (Poza Rica, Mexique ; 4 mai 1971), est un acteur mexicain.

## Filmographie

### Télévision

#### Telenovelas
- 1989 : Simplemente María : Jeane Claude Carre
- 1990-1991 : Amor de nadie : Mario
- 1993 : Sueño de amor : Mauricio Montenegro Ferrer
- 1995-1996 : Morelia : Luis Campos Miranda
- 1996 : Marisol : Mario Suárez
- 1997-1998 : María Isabel : Gabriel
- 1998 : La mentira : Juan Fernández-Negrete
- 1999 : Catalina y Sebastián : Sebastián Mendoza
- 2000 : La Calle de las novias (TV Azteca) : Enrique Toledo Moret
- 2001 - 2002 : Paloma (TV Azteca) : Diego Sánchez Serrano
- 2001–2002 : Cuando seas mía : Diego Sánchez Serrano
- 2003 : Un nuevo amor : Santiago Mendoza
- 2003 : Mirada de mujer: El regreso : Leonardo
- 2004-2005 : La heredera : Antonio Bautista Rodríguez
- 2005-2006 ; Amor en custodia : Juan Manuel Aguirre
- 2008-2009 : Secretos del alma : Leonardo Santiesteban
- 2011-2012 : A corazón abierto : Andrés Guerra
- 2012-2013 : Los Rey : Ronco Abadí
- 2013 : Secretos de familia : Maximiliano Miranda
- 2015 : Tanto amor : Rodaciano
- 2016 : Un dia cualquiera
- 2016 : El Chema : Tobías Clark
- 2018 : Por amar sin ley : Gustavo Soto
- 2022 : La Herencia : Dante Alamillo

#### Films
- 2006 : Contracorriente
- 2012 : Mar de fondo[1]

## Théâtre
- 1997 : Aventurera
- 2012 : Ya mátame, por favor[2]
- 2014 : Antes de morir[3]
- 2014 : Un corazón normal[4]